# اللغات التركية الشمالية الغربية
اللغات التركية الشمالية الغربية فرع من اللغات التركية يتحدث بها ما يقرب من 28 مليون شخص في آسيا الوسطى وأوروبا الشرقية، والتي تمتد من أوكرانيا إلى الصين. وبعض اللغات الأكثر انتشارا في هذه المجموعة الكازاخستانية والقرغيزية والتترية.